# ギャラクティックマンション
『ギャラクティックマンション』は、なかにしえいじによる漫画作品。講談社とYahoo!コミックによる「新世代ヒーロー創出」を提唱する協同企画ウェブコミック誌『ヒーロークロスライン』に連載されたウェブコミックである。
この作品の単行本第1巻は、著者にとっての初単行本である。

## 概要
配信開始は2007年10月31日、連載終了は2009年3月11日。更新周期は第4話まで週単位、第5話以降現在まで隔週単位であった。ヒーロークロスライン創刊時の初期連載作品の一つ。2008年3月20日より有料電子書籍版配信開始、翌21日より単行本が発売された。以降、単行本発売及び有料版配信開始に伴い第2話以降の単行本既収録分の無料公開は順次終了するが、第1話と単行本・有料版未収録分の比較的新しい数話をYahoo!コミックにて無料で読むことができた。なお現在では配信サイト自体がリンク切れとなっており、無料で読むことはできない。 
また単行本収録分は全29話であるが、連載終了後の2009年12月29日から31日にかけて開催されたコミックマーケット77より発売中のHXL公式同人誌『ヒーロークロスライン アフターミッション』Vol.1に「第30号室 銀河ロイド コスモX対ギャラクティカ」が掲載されている。
東京都練馬区の架空の賃貸アパート「あおば荘」を舞台に、亡き祖父の代わりに管理人としてやって来た少女・葵と、ノッカーズばかりの入居者たちが巻き起こす笑いと人情の物語を描く、SFギャグストーリー漫画である。緊張感ある展開の作品が多いヒーロークロスラインにあって肩の力を抜いて笑える作風の漫画であり、これを第1話におけるキャッチコピーでは「脱力系箸休めコメディ」と表現されている。
（※世界観については作品共通の世界観も参照。）

## あらすじ
横山葵が中学2年に進級する直前、大好きだったテツオじいちゃんが亡くなった。そんなじいちゃんが大切に管理してきたアパート「あおば荘」を取り壊しから守るため、葵は新しい管理人となることを決意した。
早速、住人たちに挨拶しようとやって来た葵は、玄関口で球体の身体を持つ奇妙な人物（!?）「ギャラさん」に遭遇する。さては噂のノッカーズ犯罪者か、と神経を尖らせる葵だったが、不審な人影に襲われ悲鳴をあげた彼女の前に現われたのは、件のギャラさんのほか、異形の姿に変身した住人たちだった。なんと、「あおば荘」の住人たちはことごとくノッカーズだったのである。
かなりおかしな「あおば荘」住人たちとも違和感無く接するご近所さんたちに安堵する葵だったが、練馬でも続発し始めたノッカーズ犯罪と、「ノッカーズを根絶する」と宣言したBOOTSの存在が、彼女に一抹の不安を与えるのだった。こうして横山葵は、騒々しくも大変な毎日を送ることとなったのである。

## 登場人物
横山 葵（よこやま あおい）
逝去した祖父に代わる管理人として「あおば荘」へやってきた14歳の少女。中学2年生。おさげの髪型に眼鏡をかけている。また、ギャラさんには何度か貧乳を指摘されたり、普段着としてスパッツを履くことが多いので「色気が無い」と言われたことがある。性格は真面目だが、ギャラさんの毒舌に対して容赦の無い反撃を加える一面もある。幼いころからとても慕っていた祖父テツオの死後、彼が大切だと語っていたあおば荘を守るべく、管理人となった。当初、異様な姿の住人・ギャラさんをノッカーズ犯罪者ではないかと疑っていたが、ほどなく住人全員がノッカーズであること、その一方で彼らが犯罪を行う性質を持つ人々ではないことを知り、改めてあおば荘を守ろうと決意する。一方、ノッカーズ犯罪は練馬においても発生していることが報じられ、それらを取り締まるBOOTSがあおば荘住人に対しても矛先を向けるのではないかと恐れている。
ギャラクティカ
通称“ギャラさん”。居室不明のあおば荘住人。ボウリング球を思わせる黒い胴体に直接四肢が生えた身体を持ち、胴の前面にどんぐり眼と口を持つX字型の顔が覗く、奇妙な姿のノッカーズ。第2話における和田の説明によれば、彼も本来は人間体に戻れるはずだが、何らかの原因で記憶を失い、元の姿を思い出せず戻れなくなったらしい。下品でデリカシーの無い性格で、寝相がすこぶる悪い上に奈良漬けで泥酔するほどの下戸だが、葵の祖父と交わした約束に従って彼女に危害を加えようとする相手に敢然と立ち向かおうとする一面もある。しかし、技の使い方に問題があったり、技そのものに欠陥があったりして、ことごとく失敗しては葵に被害を及ぼしている。ちなみに彼の顔の上（顔との相対位置で見れば額に当たる部分）には赤い稲妻状の模様があるが、これは第5話では時計表示の様になったり、第10話では彼の人格が代わるのに合わせて異なる形状になるなど、変化する様子が描かれている。近所の好色老人・留さんの飼い犬（チワワ）トリプルHとは良きライバルである。
和田 珠江（わだ たまえ）
あおば荘102号室に入居している、ちぢれ毛パーマの髪型で小太りの中年女性。気風が良くて面倒見も良い性格。彼女のノッカーズ能力は若く美しい金髪女性へと変貌する変身能力であり、顔つきなどは同一人物のまま、コスチュームや年齢、雰囲気を思うままに変えることができる。但し、本人のこだわりによるものか、基本的にはアメリカン・コミックスの女性ヒーローを思わせる、ボディラインが強調され露出の多い派手なコスチュームと、額当てと頬当てが組み合わさったヘッドギアを着けた、妖艶な成人女性の姿になる場合が多い。変身した彼女はとても高い運動能力を発揮し飛行することすらできるが、持続時間を自分で決定することはできず、唐突に変身が解けてしまうのが欠点。なお、変身後の姿について、彼女自身は第2話や第11話にて「自分の若いころの姿」と主張しているが、後者ではギャラさんから「ハッタリ」だと指摘されている。
長瀬 和樹（ながせ かずき）
あおば荘203号室に入居している男性。普段はとても痩せて頼りなげに見える青年で、逞しい肉体に憧れがあるらしく、通信販売で購入した運動器具を多数所有している。彼のノッカーズ能力は、屈強なボディを持つロボットの様な姿に変身する能力で、非常に強靭な身体と怪力を発揮するというもの。普段は自信無げでどもり癖のある話し方をするが、変身するとワイルドな性格になり、このときは「ムーッ」としか発音できなくなる代わりに胸の辺りに台詞がカタカナでデジタル表示される。彼はこの能力を自分のためには“よほどのことが無い限り”使わないが、他人のためであれば躊躇無く使う。
木村 優斗（きむら ゆうと）／優奈（ゆうな）
あおば荘101号室に入居している木村 茂樹の子供たち。共に小学生。兄・優斗は活発で腕白な少年で、格闘家プルース・リ（名前や容姿からブルース・リーがモデルらしい）のファン。妹・優奈は大人しく恥ずかしがりやの少女で、熊に似たデザインのキャラクターが好き。彼らのノッカーズ能力は兄妹が協力することにより発揮され、顔と動きは優斗の好きなプルース・リ、身体と話し方（語尾に「プー」がつく）は優奈の好きな熊キャラクター、という姿のヒーローを生み出すことができる。彼らは第5話にて練馬に出没していたノッカーズ犯罪者と遭遇、この能力を使って撃退することに成功した。性格は対照的な兄妹ながら、正義感の強さは一致する。
木村 茂樹（きむら しげき）
あおば荘101号室に入居している住人で、優斗と優奈の父親。頭髪が両側頭部を残して禿げ上がった冴えない中年男性。本来は小心なのだが酒癖が悪く、泥酔してあおば荘の裏庭で寝込んでいたり、深夜帰宅して大騒ぎした挙句、翌日猛省するのが常である。こうした酒癖が原因で、妻には物語開始以前に愛想を尽かされ離婚されたらしい。葵を除きあおば荘で唯一のノーマル（ノッカーズ能力を持たない人）だったが、第6話にて覚醒（バースト）した。
テツオ ※姓は不明。
葵のクラスメートで、彼女に想いを寄せ、しばしば妄想を描いている男子生徒。彼の想いは周囲の生徒にはすっかり知れ渡っているが、葵にはあまり相手にされていない。ただ、彼の名前は彼女の亡き祖父の名前と同じ読みであり、ギャラさんにより後者を指して彼女と祖父共通の好物である納豆を使って「テツオ♥（ラブ）」と形づくられた弁当を、それと知らずに葵が教室で開けてしまったため、彼女の友人であるカナとナナミをはじめとするクラスメートから、葵もテツオに好意を持つものと思われてしまっている。
You-G（ユージ）／Show-G（ショージ）
練馬を本拠とする不良2人組の義兄弟ユニット。You-Gは細身で長身、アフロヘアにタレ眼で口数が多い、練馬区在住の男性。Show-Gは対照的に小太りでやや小柄、野球帽の様なキャップを被り、顔の眼から鼻にかけての部分に一眼レフカメラのレンズの様なものを着けた無口な、板橋区在住の男性。第7話では池袋にてひったくりを行い、第8話では樹上の猫に石を投げつけ、第11話では自称“義気のノッカーズ（志願者）ユニット”「ブリリアントⅣ」のリーダーに絡むなど、弱いものいじめやつまらない犯罪を働いては、あおば荘住人に撃退されている。
ブリリアントⅣ（ブリリアントフォー）
練馬を守る義気のノッカーズユニットを自称する一団。リーダーのⅠ号は太目の公務員、Ⅲ号ジェフは痩身の板金工員、Ⅳ号ボブは小学生男子。Ⅱ号サラ（美人）が頻繁に地元に帰っているため、和田をスカウトに来た。
桐生 吾郎（きりゅう ごろう）
警視庁犯罪能力者対策部隊「BOOTS」（ブーツ）室長。黒いスーツに身を包み、眼鏡の奥に鋭い眼光を持つ男性。東大法学部首席卒業、GSG-9にて4年間の研修ののち若くして同部隊室長に抜擢された逸材。何事にも冷徹に任務を遂行し、凶悪なノッカーズ犯罪者を次々と検挙する。第1話終盤、彼がテレビのインタビューに答えて述べた「我々ブーツは、ノッカーズを根絶する」という言葉は、葵によって「あおば荘」住人をも含むと解釈され、彼女に不安を与えている。第9話にて所轄警察署の要請に応じてノッカーズ犯罪者の逮捕に向かった彼は、現場で酔ったギャラさんと遭遇、そのあまりの異様さに茫然自失となってしまう。彼の存在を認められない桐生は、ついに「ブーツ練馬支部」を立ち上げるに至った。女性秘書高島 千夏（たかしま ちなつ）から、密かな想いを寄せられている。
ジェントルマン
ノッカーズのヒーロー。正体を明かさず善行を積む。
正体は葵と同じ学校に通う少年・潤也の善意が勝手に変身した存在。そのため、変身中の記憶は潤也には一切ない。
怪ロボット
練馬を蹂躙した巨大ロボット。右腕が2本生えており、1本は杖のように地面に着いて進む。左手はマシンガン、眼はビーム砲、胸は火炎放射器になっており、乳首部分や肩からは高圧電流を発射する。BOOTSやチームギャラクティックマンションを圧倒するも、真の姿となったギャラさんに一撃粉砕された。（観衆からは、居合わせていたジェントルマンの功績と誤認された）
正体はシュライクがオリガに粗大ゴミから作らせた戦闘兵器。
オリガ
シュライクが拾ったロシア人の少女。12歳だが巨乳。物体を分解・再構築できるノッカーズで、シュライクにより酷使されていたが、あおば荘の住人となる。
桑畑 真似ゑもん（くわばたけ マネエもん）
時代劇に憧れたオリガが作った侍ロボット。春画の影響で凄まじい物を生やしている。オリガに対する忠誠心は強いが、戦闘力はギャラさんより弱い。

### 他作品からの登場キャラクター
ジエンド／明超次（声 - 高木渉）
「ジエンド」のヒーローで、第7話にて葵らが見ているテレビ画像として登場。テレビに映された画像は、「ジエンド」第9話における最後のコマ（見開き全体に渡る1コマ）と構図が全く同じで、同作品で事件が起きた新宿の地名も言及されている。また、第14話にも同作品の新宿における事件が触れられている。第15話で温泉での（多分に誤解を含む）やり取りを経て、ギャラさんに弟子入りする。
ネクロマン（声 - 松井謙典/神谷浩史）
「亡装遺体ネクロマン」のヒーローで、第8話にて長瀬らが見ているノートパソコン（恐らくはインターネット）の画像として登場。こちらも、「亡装遺体ネクロマン」第4話最終コマにて、ウェブサイトにアップロードされた写真として全く同じ構図の画像が登場する。
アルクベイン（声 - 杉田智和）
「ALCBANE」のヒーローで、第16話にてあおば荘の調査に向かう。
シュライク
ウサ探（声 - 若本規夫）
「ウサ探」のヒーロー。21話で登場し、ギャラさんと対決した。
ラフ・J・ダイアモンド（声 - 伊藤健太郎）
「ジエンド」に登場するノッカーズ。25話でジェントルに叩きのめされる。
レイズマン・ゼロ
ノック5
リボルバー

## 書誌情報
- なかにしえいじ『ギャラクティックマンション』講談社〈マガジンZKC〉
  1. 2008年3月21日第1刷発行、同日発売、ISBN 978-4-06-349343-6
  2. 2008年8月22日第1刷発行、同日発売、ISBN 978-4-06-349379-5
  3. 2009年3月30日第1刷発行、同日発売、ISBN 978-4-06-349418-1